# 日本気象学会
公益社団法人日本気象学会（にほんきしょうがっかい、英: The Meteorological Society of Japan）は、気象に関連する仕事をしている研究者・企業人を主な構成員とする日本の学会である。気象学の研究を盛んにし、その進歩をはかり、国内および国外の関係学会と協力して、学術文化の発達に寄与することを目的としている。研究会、講演会の開催、機関誌の発行、その他の図書の刊行、研究の奨励と表彰等の事業を行っており、会員数は3,000名を越える。元文部科学省所管。

## 沿革
- 1882年5月 東京気象学会として創立
- 1888年6月 大日本気象学会と改称
- 1941年7月 組織を変更し社団法人日本気象学会に改称
- 2013年4月 公益社団法人へ移行[4]
- 2020年12月 気象庁が大手町から虎ノ門の新庁舎へ移転するのに合わせて、学会事務室も気象庁新庁舎10階へと移転した[5]。

## 歴代理事長

### 東京気象学会
| 代 | 肖像 | 氏名       | 在任期間           | その他経歴   |
| -- | ---- | ---------- | ------------------ | ------------ |
| 1  |      | 正戸豹之助 | 1882年5月 - 1883年 |              |
| 2  |      | 荒井郁之助 | 1883年 - 1888年6月 | 中央気象台長 |

### 大日本気象学会
| 代 | 肖像 | 氏名     | 在任期間           | その他経歴         |
| -- | ---- | -------- | ------------------ | ------------------ |
| 1  |      | 山田顕義 | 1888年6月 - 1892年 | 司法大臣など       |
| 2  |      | 榎本武揚 | 1892年 - 1908年    | 蝦夷共和国総裁など |
| 3  |      | 花房義質 | 1908年 - 1917年    | 日本赤十字社社長   |
| 4  |      | 中村精男 | 1917年 - 1930年    | 中央気象台長       |
| 5  |      | 岡田武松 | 1930年 - 1941年7月 | 中央気象台長       |

### 日本気象学会
| 代 | 肖像 | 氏名       | 在任期間                      | その他経歴                         |
| -- | ---- | ---------- | ----------------------------- | ---------------------------------- |
| 1  |      | 岡田武松   | 1941年7月 - 1946年11月        | 中央気象台長                       |
| 2  |      | 和達清夫   | 1948年3月 - 1953年12月        | 中央気象台長                       |
| 3  |      | 畠山久尚   | 1953年12月 - 1960年6月30日    | 中央気象台気象研究所長             |
| 4  |      | 正野重方   | 1960年7月1日 - 1965年5月31日  | 東京大学理学部教授                 |
| 5  |      | 畠山久尚   | 1965年6月1日 - 1968年6月30日  | 気象庁長官                         |
| 6  |      | 山本義一   | 1968年7月1日 - 1972年6月30日  | 東北大学理学部教授                 |
| 7  |      | 礒野謙治   | 1972年7月1日 - 1976年6月30日  | 名古屋大学理学部教授               |
| 8  |      | 岸保勘三郎 | 1976年7月1日 - 1984年6月30日  | 東京大学理学部教授                 |
| 9  |      | 山元龍三郎 | 1984年7月1日 - 1988年6月30日  | 京都大学理学部教授                 |
| 10 |      | 浅井冨雄   | 1988年7月1日 - 1994年6月30日  | 東京大学海洋研究所教授             |
| 11 |      | 松野太郎   | 1994年7月1日 - 1998年6月30日  | 東京大学気候システム研究センター長 |
| 12 |      | 廣田勇     | 1998年7月1日 - 2006年6月30日  | 京都大学大学院理学研究科教授       |
| 13 |      | 木田秀次   | 2006年7月1日 - 2006年11月3日  | 京都大学名誉教授                   |
| 14 |      | 新野宏     | 2007年3月5日 - 2016年5月19日  | 東京大学海洋研究所教授             |
| 15 |      | 岩崎俊樹   | 2016年5月20日 - 2020年5月20日 | 東北大学大学院理学研究科教授       |
| 16 |      | 佐藤薫     | 2020年5月21日 -               | 東京大学大学院理学系研究科教授     |

## 刊行物
- 『天気』（機関誌）
- 『気象集誌 (JMSJ) 』
- 『SOLA』（電子レター誌）
- 『気象研究ノート』
- 『教養の気象学』

## 表彰
- 日本気象学会賞
- 藤原賞
- 岸保・立平賞
- 堀内賞
- 正野賞
- 山本賞
- 奨励賞
- 気象集誌論文賞
- SOLA論文賞

## 事務局
- 本部 東京都港区虎ノ門3-6-9 気象庁内
- 北海道支部 札幌市中央区北2条西18-2 札幌管区気象台内
- 東北支部 仙台市宮城野区五輪1-3-15 仙台管区気象台内
- 中部支部 名古屋市千種区日和町2-18 名古屋地方気象台内
- 関西支部 大阪市中央区大手前4-1-76 大阪管区気象台内
- 九州支部 福岡市中央区大濠1-2-36 福岡管区気象台内
- 沖縄支部 那覇市樋川1-15-15 沖縄気象台内